# Vuk Drašković
Vuk Drašković (em sérvio:  Вук Драшковић; Međa, 29 de novembro de 1946) é um escritor e político sérvio. Ele é o cofundador e ex-líder do Movimento de Renovação Sérvio, servindo como presidente de 1990 a 2024. Ele também serviu como vice-primeiro-ministro da República Federal da Iugoslávia em 1999, durante o governo de Slobodan Milošević, e como Ministro das Relações Exteriores da Sérvia e Montenegro e da Sérvia de 2004 a 2007.
Ele se formou na Faculdade de Direito da Universidade de Belgrado em 1968. De 1969 a 1980, trabalhou como jornalista na agência de notícias iugoslava Tanjug. Ele era membro da Liga dos Comunistas da Iugoslávia e trabalhou como chefe de gabinete do presidente iugoslavo Mika Špiljak.

## Biografia
Drašković nasceu na pequena vila de Medja, na região do Banato, em uma família de colonos da Herzegovina. Ele tinha três meses quando sua mãe, Stoja Nikitović, morreu. 
Seu pai, Vidak, casou-se novamente e teve mais dois filhos - Rodoljub e Dragan; e três filhas - Radmila, Tanja e Ljiljana com Dara Drašković, o que significa que o jovem Vuk cresceu com cinco meio-irmãos. 
Pouco depois do nascimento de Vuk, toda a família retornou para a Herzegovina, onde ele concluiu o ensino fundamental na vila de Slivlje. Ele se formou no ensino médio em Gacko. 
Por insistência de seu pai, Drašković considerou estudar medicina em Sarajevo; no entanto, a cidade era muito "tensa e apertada" para seu gosto, então ele foi estudar direito em Belgrado. 

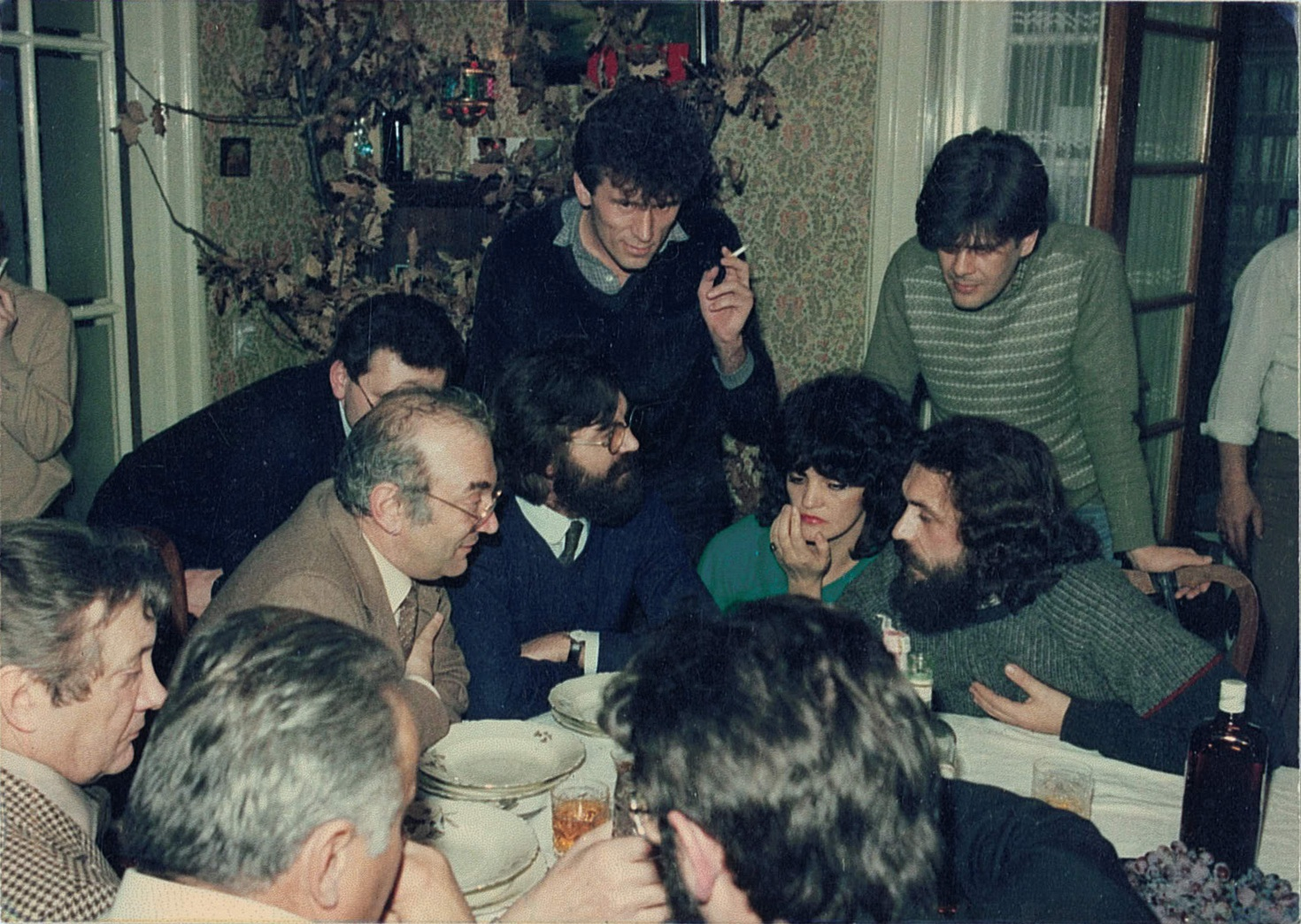
Drašković com sua esposa, Danica, e o grande mestre de xadrez soviético que se tornou suíço, Viktor Korchnoi, durante uma festa de Natal ortodoxa em janeiro de 1984 na Villa Dragoslava, uma vila no bairro de Banovo Brdo, em Belgrado, que frequentemente servia como ponto de encontro para indivíduos críticos do sistema de governança da República Socialista Federativa da Iugoslávia bem como do comunismo e do socialismo em geral.

Em 1968, Drašković participou de revoltas estudantis antiburocráticas na Iugoslávia.  Depois de Josip Broz Tito ter prometido reformas, Drašković iniciou as pessoas a dançar o Kozaračko kolo na Faculdade de Direito.   Drašković era membro da Organização da Juventude Comunista e mais tarde juntou-se à Liga dos Comunistas da Iugoslávia. 
Entre 1969 e 1978, ele se envolveu com jornalismo. Ele trabalhou primeiro para a agência de notícias estatal Tanjug como correspondente africano em Lusaca, Zâmbia. Ele foi demitido do cargo após publicar informações enganosas sobre a Guerra Civil da Rodésia, criando um incidente diplomático. 
Ele então assumiu o cargo de assessor de imprensa da União Iugoslava de Sindicatos (Savez Sindikata Jugoslavije) e depois se tornou editor-chefe do Rad, um jornal sindical.  Durante seu tempo como assessor de imprensa, Drašković passou algum tempo como secretário pessoal do presidente da organização, Mika Špiljak.
Em 1981, Drašković publicou seu primeiro romance Sudije (Juízes), que descrevia um juiz resistindo à pressão política. 
Em 1982, Drašković foi expulso do Partido Comunista após publicar seu segundo romance Nož (Faca).  O romance conta a história de um homem criado como um muçulmano bósnio que passa a acreditar que os sérvios mataram sua família, só para depois descobrir que sua herança étnica é sérvia e que sua família adotiva era culpada de assassinar sua família biológica. O livro causou controvérsia ao reacender questões etnonacionalistas divisivas que Tito e o Partido Comunista tentaram suprimir.  O partido condenou e posteriormente proibiu o livro, que também foi publicado em inglês.  O livro foi transformado em filme em 1999, intitulado A Adaga. 
Seus romances Molitva 1–2 (Oração 1–2, 1985) e Ruski konsul (cônsul russo, 1988) também exploraram o sofrimento dos sérvios durante a Segunda Guerra Mundial, enquanto Noć generala (As Noites do General), publicado em 1994, tratou dos últimos dias de Draža Mihailović. 

## Carreira política

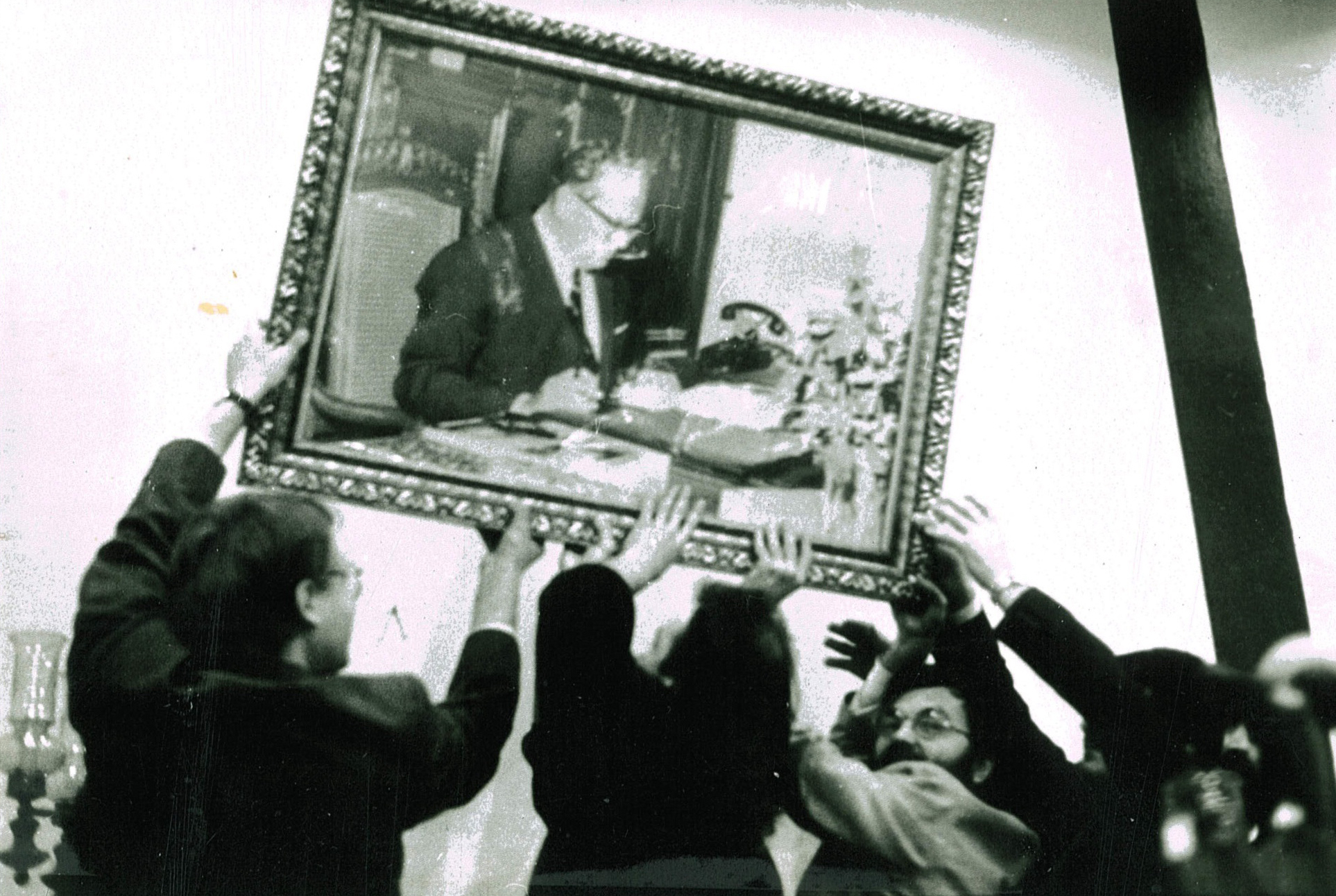
Drašković com Vojislav Šešelj, em 1990, removendo a foto de Josip Broz Tito do Centro de engenheiros e eletricistas de Belgrado.

Em março de 1989, Drašković juntamente com Mirko Jović e Vojislav Šešelj fundaram a Associação Sava. O grupo dedicou-se à proteção da língua sérvia e à defesa do Kossovo e Metóquia.  No final da década de 1980, Drašković concordou com os sentimentos de Šešelj sobre a deportação de albaneses do Kosovo e sugeriu que "um fundo especial" era necessário "para financiar o repovoamento do Kosovo pelos sérvios".  No entanto, Jović, Šešelj e Drašković discordaram entre si e seu partido se dividiu em três. A Associação Sava tornou-se o Partido de Renovação Nacional Sérvio sob a liderança de Jović em janeiro de 1990.  Drašković fundou o Movimento de Renovação Sérvio (Srpski Pokret Obnove, SPO, um partido nacionalista democrático) em março e, em fevereiro de 1991, Šešelj criou seu Partido Radical Sérvio.  
Em 26 de setembro de 1990, Drašković declarou que seus "voluntários" armados estariam dispostos a defender os sérvios de Krajina, e três dias depois, em uma entrevista ao Delo, Drašković declarou: "A Sérvia deve obter todos os territórios no que é hoje a Herzegovina, Bósnia, Eslavônia, Dalmácia, nessas partes da Croácia onde os sérvios constituíam a maioria da população até 6 de abril de 1941, quando o genocídio Ustasha contra eles começou... Onde quer que o sangue sérvio tenha sido derramado pelas facas Ustashas, onde quer que estejam nossos túmulos, estão nossas fronteiras".  Ele também afirmou que a maioria dos muçulmanos bósnios estão “sobrecarregados com a origem sérvia” e que “eles fogem de si mesmos porque sabem que são ortodoxos e sérvios”.  O Movimento de Renovação Sérvio (SPO) participou nas primeiras eleições democráticas pós-comunistas, realizadas em 9 de dezembro de 1990, mas terminou num distante segundo lugar, no meio do apagão total dos meios de comunicação social estatais pró-Milošević.  Após esse fracasso, Drašković manteve pressão sobre o presidente sérvio Slobodan Milošević por meio de protestos de rua, organizando manifestações em massa em Belgrado em 9 de março de 1991. A polícia interveio e entrou em confronto com os manifestantes, causando alguns danos a prédios públicos, o que resultou na intervenção do Exército Popular Iugoslavo. Os confrontos entre a polícia e os manifestantes resultaram na morte de um estudante e de um agente, e em ferimentos em mais de 200 pessoas.  As manifestações terminaram depois de o governo ter concordado com concessões. 
Drašković tornou-se o principal adversário de Milošević. Seus discursos inflamados e emocionais  lhe renderam o apelido de "Czar das Ruas".  
Embora Drašković fosse um nacionalista, ele também tinha opiniões pró-ocidentais e anti-guerra.  Seu plano era transformar rapidamente a maior e mais populosa parte da Iugoslávia (ou seja, a Sérvia) de acordo com os padrões ocidentais, para que o eventual envolvimento internacional na crise iugoslava favorecesse os interesses sérvios e produzisse uma solução pacífica. Os seus oponentes ideológicos citam frequentemente os seus fortes sentimentos nacionalistas (incluindo a tentativa de reabilitação dos Chetniks sérvio-nacionalistas) como contraditórios com a sua insistência em soluções pacíficas.  Opositores políticos alegaram que o engajamento político de Drašković nesta fase inicial de sua carreira política estava cheio de inconsistências e visões e ações diametralmente opostas. De acordo com Drašković, sua postura pró-Ocidente e pacífica nunca vacilou desde o início da crise política na Iugoslávia. Ele insistiu que um governo sérvio deveria promover uma mudança democrática radical e renovar alianças tradicionais com nações ocidentais (incluindo a entrada na OTAN) como uma forma de preservar alguma forma de confederação iugoslava em vez de buscar um confronto direto com os croatas.  
Seu partido, o SPO, organizou uma unidade paramilitar chamada Guarda Sérvia, liderada por ex-criminosos como Đorđe "Giška" Božović e Branislav "Beli" Matić. Božović morreu na Croácia em outubro de 1991. Matić foi morto pela polícia secreta de Milošević em abril de 1991. Embora Drašković tenha inicialmente afirmado que esta milícia era um incitamento às autoridades sérvias para formarem uma força armada nacional não ideológica diferente do Exército Popular Iugoslavo, ele acabou se distanciando completamente da formação paramilitar. 
De acordo com o historiador Dubravka Stojanović, embora as opiniões anti-guerra de Drašković fossem sinceras, ele também apoiava um programa nacionalista pouco diferente em seus objetivos dos de Milošević, e ele e seu partido nunca foram capazes de reconciliar essas correntes opostas. 
As suas opiniões anti-guerra vieram à tona em meados do final de 1991, particularmente em Novembro desse ano, quando escreveu uma condenação apaixonada do cerco sangrento de Vukovar no diário sérvio Borba. 
No início de 1992, ele pediu a todos os cidadãos da Bósnia que rejeitassem o nacionalismo. Em 1993, ele e sua esposa Danica Drašković foram presos, espancados e enviados para uma prisão de alta segurança após tumultos de rua em Belgrado.  A sua greve de fome e a indignação internacional face à situação pressionaram o governo a libertar o casal. 
Em 1996, o SPO formou uma aliança de oposição Zajedno ("Juntos") com o Partido Democrático de Zoran Đinđić e a Aliança Cívica da Sérvia sob Vesna Pešić, que alcançou grandes sucessos nas eleições locais em novembro daquele ano, mas depois se separou. 
O SPO de Drašković participou sozinho das eleições de setembro de 1997, boicotado por seus antigos parceiros, apesar de uma série de veículos de mídia eletrônica locais estarem nas mãos da oposição. 
Em janeiro de 1999, o SPO, um partido parlamentar, foi convidado a se juntar a uma coalizão com o Partido Socialista da Sérvia de Milošević, à medida que a tensão com os EUA e a OTAN aumentava, a fim de usar sua influência com políticos ocidentais. No início de 1999, Drašković tornou-se vice-primeiro-ministro da República Federal da Iugoslávia. Ele fez isso em resposta ao apelo de Milošević pela unidade nacional face à revolta albanesa no Kosovo e ao iminente confronto com a OTAN.  Ele foi demitido pelo primeiro-ministro Momir Bulatović em 28 de abril de 1999. 
Houve duas tentativas de assassinato de Drašković: em 3 de outubro de 1999 na rodovia Ibar, quando quatro de seus associados próximos foram assassinados,  e em 15 de junho de 2000 em Budva. 
Em 2005, Milorad Ulemek foi condenado a 40 anos de prisão pelo assassinato de Đinđić e Ivan Stambolić e pela tentativa de assassinato de Drašković em 2000. 

### Pós-Milošević
No que ele mesmo mais tarde chamou de "uma má jogada política", Drašković manteve seu SPO fora da ampla coalizão anti-Milošević, Oposição Democrática da Sérvia (DOS), formada em 2000; seu candidato nas eleições presidenciais federais de 24 de setembro de 2000, Vojislav Mihailović, obteve pouco sucesso, e o SPO não teve sucesso na eleição parlamentar subsequente, que a DOS venceu de forma esmagadora. Por causa disso, Drašković e seu partido foram marginalizados nos três anos seguintes. 
No outono de 2002, ele tentou retornar como um dos onze candidatos em uma eleição presidencial sérvia; essa eleição foi posteriormente declarada inválida devido à baixa participação eleitoral. Apesar de uma campanha de marketing bem elaborada, na qual Drašković mudou sua aparência pessoal e suavizou sua retórica inflamada, ele terminou com apenas 4,5% do total de votos, bem atrás de Vojislav Koštunica (31,2%) e Miroljub Labus (27,7%), ambos avançando para o segundo turno. 
Sua próxima chance de redenção política veio no final de 2003. Totalmente ciente da fraca posição política do SPO (assim como da sua própria), após mais de três anos de esquecimento político, Drašković colocou seu partido em uma coalizão pré-eleitoral com a Nova Sérvia (NS), reunindo-se assim com o antigo colega de partido Velimir Ilić. Unindo forças para a eleição parlamentar de 2003, eles obtiveram sucesso limitado, mas conseguiram entrar na coalizão que formou o governo minoritário (junto com DSS e G17 Plus), fornecendo-lhe assentos parlamentares essenciais para manter os radicais de extrema direita (SRS) sob controle. 
Na subsequente divisão de poder, Drašković tornou-se ministro dos Negócios Estrangeiros, cargo que ocupou até Maio de 2007.  Em resposta ao voto de Montenegro pela independência, Drašković apelou à restauração da monarquia da Sérvia: "Este é um momento histórico para a própria Sérvia, um começo que seria baseado nos pilares historicamente comprovados e vitoriosos do estado sérvio e estou a falar dos pilares de um reino." 
Em agosto de 2010, Drašković defendeu a alteração da Constituição Sérvia de 2006 para remover as referências ao Kosovo como parte da Sérvia porque, segundo ele, "a Sérvia não tem qualquer soberania nacional sobre o Kosovo. Toda a Sérvia sabe que o Kosovo não é realmente uma província dentro da Sérvia, que está completamente fora do controlo do governo e do estado da Sérvia". 

## Vida pessoal
Drašković é casado com Danica (nascida Bošković). Os dois se conheceram em 1968 durante protestos estudantis. 

## Obras
- Me, a philistine (1981)
- Judge (1981)
- Knife (1982)
- Prayer (1985)
- Prayer 2 (1986)
- Answers (1986)
- Russian Consul (1988)
- Everywhere Serbia (1989)
- Night of general (1994)
- Reminders (2001)
- Target (2007)
- Dr Aron (2009)
- Via Romana (2012)
- Far away (2013)
- The memoirs of Jesus (2015)
- Stories about Kosovo (2016)
- Slice of time (2016)
- Who killed Katarina? (2017)
- Aleksandar of Yugoslavia (2018)
- I grob i rob (2020)
- Ožiljci života (2022)
- Monah Hokaj (2023)